# Pegesimallus oldroydi
Pegesimallus oldroydi är en tvåvingeart som beskrevs av Jason Gilbert Hayden Londt 1980. Pegesimallus oldroydi ingår i släktet Pegesimallus och familjen rovflugor.
Artens utbredningsområde är Centralafrikanska republiken. Inga underarter finns listade i Catalogue of Life.